# Halowe Mistrzostwa Świata w Lekkoatletyce 2001 – pchnięcie kulą mężczyzn
Pchnięcie kulą mężczyzn – jedna z konkurencji rozgrywanych podczas halowych mistrzostw świata w lekkoatletyce w 2001, zmagania w niej odbyły się 9 marca.
Do konkursu zgłoszonych zostało 13 zawodników z 11 państw.
Zawody w tej konkurencji wygrał reprezentant Stanów Zjednoczonych John Godina. Drugą pozycję zajął rodak triumfatora Adam Nelson, trzecią zaś reprezentujący Hiszpanię Manuel Martínez.

## Wyniki
| Miejsce | Zawodnik           | Państwo           | Podejście | Podejście | Podejście | Podejście | Podejście | Podejście | Wynik | Uwagi |
| Miejsce | Zawodnik           | Państwo           | #1        | #2        | #3        | #4        | #5        | #6        | Wynik | Uwagi |
| ------- | ------------------ | ----------------- | --------- | --------- | --------- | --------- | --------- | --------- | ----- | ----- |
| 01 !    | John Godina        | Stany Zjednoczone | X         | 20,17     | 20,02     | 20,72     | X         | 20,82     | 20,82 | SB    |
| 02 !    | Adam Nelson        | Stany Zjednoczone | 20,72     | X         | X         | X         | X         | X         | 20,72 |       |
| 03 !    | Manuel Martínez    | Hiszpania         | 19,87     | 20,10     | 19,84     | 19,83     | X         | 20,67     | 20,67 |       |
| 4.      | Timo Aaltonen      | Finlandia         | 19,61     | X         | 19,80     | X         | 19,63     | 20,24     | 20,24 | SB    |
| 5.      | Paolo Dal Soglio   | Włochy            | 19,97     | X         | 19,84     | 20,17     | X         | X         | 20,17 |       |
| 6.      | Miroslav Menc      | Czechy            | 19,58     | 19,56     | 19,86     | 20,08     | X         | 19,93     | 20,08 |       |
| 7.      | Milan Haborák      | Słowacja          | 19,60     | 20,05     | X         | X         | X         | X         | 20,05 |       |
| 8.      | Jurij Biłonoh      | Ukraina           | 19,71     | X         | X         | X         | X         | X         | 19,71 |       |
| 9.      | Gheorghe Gușet     | Rumunia           | 19,26     | 19,68     | 19,45     | NQ        | NQ        | NQ        | 19,68 |       |
| 10.     | Pawieł Czumaczenko | Rosja             | 19,55     | 19,66     | 19,45     | NQ        | NQ        | NQ        | 19,66 |       |
| 11.     | Bradley Snyder     | Kanada            | 18,53     | X         | 19,56     | NQ        | NQ        | NQ        | 19,56 |       |
| 12.     | Roman Wirastiuk    | Ukraina           | 19,55     | X         | 19,45     | NQ        | NQ        | NQ        | 19,55 |       |
| –       | Alexis Paumier     | Kuba              | X         | X         | X         | NQ        | NQ        | NQ        | NM    |       |